# Cantharis livida
Cantharis livida је инсект из реда тврдокрилаца (Coleoptera) и фамилије Cantharidae.

## Распрострањење
Ова врста настањује скоро целу Европу и велики део северне хемисфере. Бележена је у свим деловима Србије, од априла до јула.

## Опис
Cantharis livida достиже дужину 9—13,5 mm. Покрилца су мека, па спада у мекокрилце, тело је дуго и равно. Боје су варијабилне и највише зато се води десетак различитих подврста или форми, зависно од извора.  Ноге су црвене, у једном делу црне.

## Станиште
Cantharis livida живи у трави и може се наћи у жбуњу, на рубовима шуме и на ливадама.